# Дина Џанковић
Дина Џанковић (Нови Пазар, 27. октобар 1986) је српско-бошњачка манекенка, која је 18. децембра 2005. године освојила титулу Мис Србије и Црне Горе. Она је последња особа која је добила ову титулу због распада бивше државне заједнице Србија и Црна Гора 2006. године. Џанковић је архитекта; али, тренутно ради као модел и модни дизајнер.
Била је удата за Мирсада Туркџана, првог турског кошаркаша који је играо у НБА лиги и имају троје деце заједно; две девојчице, Набу и Карију, и дечак Нусрет, који је добио име по свом деди по оцу. Развели су се 2012. године. Њена бивша заова  је Емина Јаховић, Мирсадова сестра.